# 잭 런던 (육상 선수)

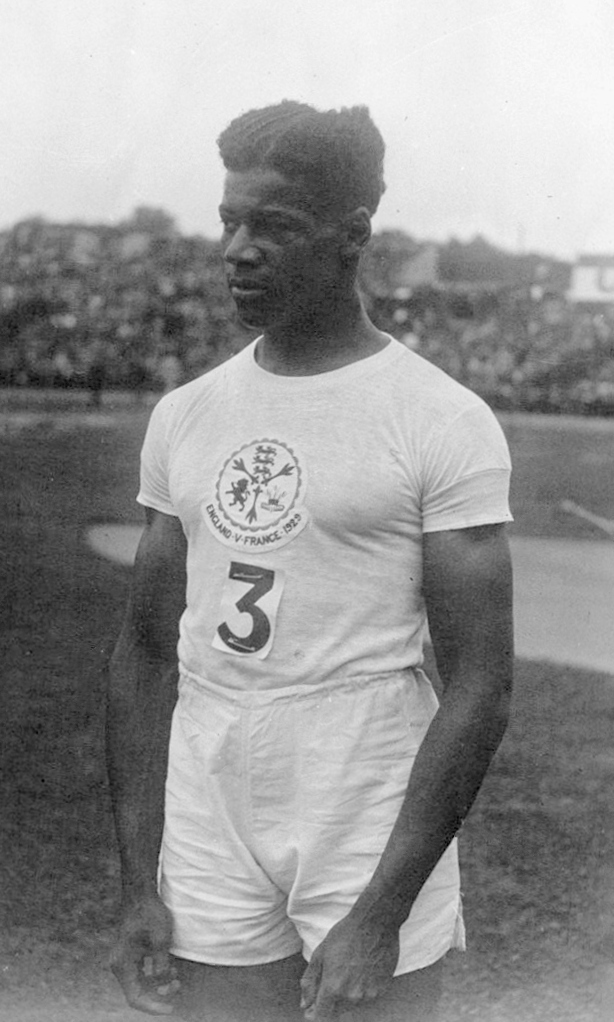

잭 런던(Jack London, 본명: 존 에드워드 '잭' 런던, John Edward 'Jack' London, 1905년 1월 13일 – 1966년 5월 2일)은 주로 100m에 출전한 영국의 운동선수였다. 현재의 가이아나인 영국령 기아나에서 태어난 그는 1928년 암스테르담 올림픽에서 은메달과 동메달을 획득했다. 영국을 대표하여 메달을 획득한 두 번째 흑인 영국 올림픽 선수였으며(1920년 앤트워프 올림픽에서 해리 에드워드 이후), 올림픽에서 영국을 대표한 세 번째(첫 번째 레슬링 선수 루이스 브루스)였다.